# Darwinopterus
Darwinopterus és un gènere de pterosaure, descobert a la Xina i anomenat en honor de Charles Darwin. Se li coneix per prop de 20 espècimens fòssils, tots recollits en la Formació Tiaojishan, que data del Juràssic mitjà. L'espècie tipus (i única) presenta trets de tots dos tipus principals de pterosaures, els de cua llarga (ramforincoïdeu) i els de cua curta (pterodactiloïdeu), i s'ha descrit com un fòssil de transició entre tots dos grups.